# بهروز کمالوندی
بهروز کمالوندی (زاده ۱۳۳۴) دیپلمات ایرانی است که از مرداد سال ۱۳۹۲ مسئولیت معاونت روابط راهبردی و امور مجلس سازمان انرژی اتمی  را برعهده دارد.
وی در گذشته سفیر ایران در زیمبابوه و اندونزی بوده و علاوه بر خدمت در کشورهای سوئد اسپانیا قبرس و ایتالیا، سابقه مدیریت ادارات کل ارزیابی و نظارت، اداره کل امور اداری وزارت خارجه و معاونت اداره کشورهای آمریکای لاتین را نیز دارد. 
کمالوندی از سال ۱۳۸۹ بمدت ۱۴ ماه معاون آمریکای وزارت امورخارجه بود و در خرداد ماه ۱۳۹۰ از سوی علی اکبر صالحی به عنوان معاون اداری و مالی وزارت امور خارجه منصوب شد و تا مرداد ۱۳۹۲ در همین پست فعالیت می کرد. در شهریور ۱۳۹۲ با حکم محمد جواد ظریف، وزیر امور خارجه ایران، مهدی دانش یزدی جایگزین وی گردید. کمالوندی پس از ریاست مجدد علی‌اکبر صالحی در سازمان انرژی اتمی به عنوان معاون روابط راهبردی منصوب شد و اندکی بعد این معاونت به معاونت امور بین الملل، حقوقی و مجلس تغییر نام یافت چند ماه پس از این انتصاب طی حکمی مسئولیت سخنگوئی سازمان انرژی اتمی ایران نیز از جانب دکتر صالحی به عهده کمالوندی محول گردید که تا کنون نیز ادامه دارد  . وی در ۲۱ سپتامبر ۲۰۲۰ توسط دولت آمریکا تحریم شد.

## تحریم
روز دوشنبه ۲۱ سپتامبر ۲۰۲۰ در یکسری تحریمات جدید دولت آمریکا، تعدادی از نهادهای جمهوری اسلامی و بعضی از مسئولین این نهادها از جمله بهروز کمالوندی، معاون و سخنگوی سازمان انرژی اتمی ایران را در لیست تحریم‌شدگان قرار داد.

## حادثه ۱۴۰۰ نطنز
در ۲۲ فروردین ۱۴۰۰، کمالوندی در هنگام بازدید از تأسیسات هسته‌ای نطنز بعد از وقوع حادثه در آن از ارتفاع چند متری سقوط کرد و دچار شکستگی‌های سطحی از ناحیه پا و سر شد. وی پس از بروز حادثه به یک بیمارستان در کاشان منتقل شد و تحت مراقبت و درمان قرار گرفت.